# Underground metal
Underground Metal este genul muzical Heavy Metal in scena anti-comercială.
Nu este clar dacă a aparut înainte sau dupa formarea genului (în perioada proto-Metal), cert e că NWOBHM a aparut şi s-a dezvoltat în underground, pâna în prezent aproximativ 90% dintre subgenurile Heavy Metal sunt Underground.
Inclusiv și cele mai mainstream trupe au inceput in underground.